# Bój pod Szelkowem
Bój pod Szelkowem – walki polskich 46 pułku piechoty i Lidzkiego pułku strzelców z sowieckimi oddziałami 15 Armii w czasie II ofensywy Frontu Zachodniego Michaiła Tuchaczewskiego w okresie wojny polsko-bolszewickiej.

## Sytuacja ogólna
W pierwszej dekadzie lipca 1920 przełamany został front polski nad Autą, a wojska Frontu Północno-Wschodniego gen. Stanisława Szeptyckiego cofały się pod naporem ofensywy Michaiła Tuchaczewskiego.
Naczelne Dowództwo Wojska Polskiego nakazało powstrzymanie wojsk sowieckiego Frontu Zachodniego na linii dawnych okopów niemieckich z okresu I wojny światowej.
Sytuacja operacyjna, a szczególnie upadek Wilna i obejście pozycji polskich od północy, wymusiła dalszy odwrót wojsk polskich.
1 Armia gen. Gustawa Zygadłowicza cofała się nad Niemen, a 4 Armia nad Szczarę.
Obrona wojsk polskich na linii Niemna i Szczary również nie spełniła oczekiwań. W walce z przeciwnikiem oddziały polskie poniosły duże straty i zbyt wcześnie rozpoczęły wycofanie na linię Bugu.
Plan polskiego Naczelnego Dowództwa zakładał, że 1. i 4. Armia oraz Grupa Poleska powstrzymają bolszewików i umożliwią przygotowanie kontrofensywy z rejonu Brześcia. Rozstrzygającą operację na linii Bug, Ostrołęka, Omulew doradzał też gen. Maxime Weygand.
Utrata Twierdzy Brzeskiej spowodowała, że plan Naczelnego Dowództwa Wojska Polskiego uderzenia znad Bugu w skrzydło wojsk Frontu Zachodniego Michaiła Tuchaczewskiego i rozegrania tam decydującej bitwy przestał być realny. Wojska polskie cofały się nadal, a kolejną naturalną przeszkodą terenową dogodną do powstrzymania sowieckiej ofensywy była Wisła.
7 sierpnia dowództwo 1 Armii wydało rozkaz opuszczenia rejonu Różana grupie podpułkownika Andrzeja Kopy. Wycofująca się grupa obsadziła odcinek obrony Gostkowo – Szelków – Ćwilin.

## Działania wojsk w rejonie Szelkowa
Lidzki pułk strzelców obsadził 3 ½ kilometrowy odcinek obrony. Jego II batalion ugrupował się od wsi Magnuszewo Małe do Magnuszewa Wielkiego, dalej I batalion do szosy włącznie, a III batalion do szelkowskiego cmentarza.
9 sierpnia oddziały sowieckiej 15 Armii zaatakowały broniących się pod Szelkowem I batalion 46 pułku piechoty oraz Lidzki pułk strzelców. Po dwóch godzinach walki 46 pułk piechoty wycofał się na zachodni brzeg rzeki i odsłonił skrzydło lidzkiego pułku.
Przeciwnik kontynuował pościg z zamiarem wyjścia na skrzydła i tyły pułku lidzkiego. Także i Lidzki ps zaczął wycofywać się za Orzyc.
Jedyny w tym rejonie most na rzece był ostrzeliwany przez sowieckie ckm-y i polskie pododdziały ponosiły duże straty.
Interweniował 101 pułk piechoty, który uderzył czterema kompaniami i zmusił czerwonoarmistów do chwilowego opuszczenia Szelkowa.
Wieczorem Lidzki pułk strzelców wycofał się do Pułtuska.

## Bilans walk
Lidzki pułk strzelców stracił w walce 92 poległych i rannych.
Sowieci stracili przeszło 500 zabitych i rannych, kilkudziesięciu jeńców i kilkanaście karabinów maszynowych.